# Club Atlético Santa Cruz
El Club Atlético Santa Cruz es una institución deportiva y social de la ciudad de Puerto Santa Cruz, en la provincia de Santa Cruz, Argentina. Fundado el 2 de mayo de 1923, es uno de los clubes más antiguos y tradicionales de la región patagónica. A lo largo de su historia, ha sido un pilar fundamental en el desarrollo deportivo de la localidad y de la provincia. La institución es especialmente destacada en el fútbol, donde se ha consagrado como el equipo más ganador de la Liga de Fútbol Centro (LICEN), con 15 títulos oficiales, y ha tenido una destacada participación en torneos nacionales como el Torneo Federal C. El club ha jugado un papel clave también en la integración social, siendo un punto de encuentro para la comunidad local, organizando eventos deportivos, sociales y culturales a lo largo de los años. Su estadio, ubicado a orillas del Río, ha sido testigo de estos logros. El Estadio Club Atlético Santa Cruz, reinaugurado en el año 2000 tras la construcción de tres tribunas, cuenta con una capacidad para 1.570 espectadores y desde 2014 cuenta con césped sintético, siendo la primera cancha de la zona centro de la provincia con esta superficie. Este estadio ha sido el escenario donde el club ha forjado gran parte de su historia deportiva, siendo considerado uno de los principales puntos de encuentro de la comunidad.

## Historia
El club fue fundado el 2 de mayo de 1923, en una reunión de vecinos llevada a cabo inicialmente en la cuadra de la Prefectura Naval Argentina y luego en el bar Ambos Mundos, frente al Banco de la Nación Argentina. La primera comisión directiva quedó conformada por Octaviano Remigio Carbone como presidente y Eugenio Cegarra como vicepresidente, según consta en el Acta N.º 2 del club.
Desde sus inicios, la institución desempeñó un rol fundamental en el desarrollo deportivo y comunitario de la localidad. A lo largo de los años, el club se convirtió en uno de los principales referentes deportivos del sur argentino.

## Centenario
En mayo de 2023 se celebró el centenario del club con un gran festejo que reunió a la comunidad de Puerto Santa Cruz. Durante el evento se destacaron los valores históricos y sociales del club y su influencia en el desarrollo de la localidad a lo largo de 100 años.

## Títulos

### Liga de Fútbol Centro (LICEN)
El Club Atlético Santa Cruz es el equipo más laureado de la Liga de Fútbol Centro, con un total de 15 campeonatos:
- Temporada 1968/1969
- Temporada 1972/1973
- Temporada 1978/1979
- Temporada 1980/1981
- Temporada 1981/1982
- Temporada 1987/1988
- Oficial 1993
- Apertura 1998
- Clausura 1998
- Apertura 1999
- Oficial 2009
- Clausura 2014
- Clausura 2015[4]
- Apertura 2015
- Apertura 2017[5]

El segundo equipo con más títulos en la liga es el Club Sportivo Santa Cruz, con 13 campeonatos.

## Participación nacional
El club ha representado a la provincia en distintas ediciones del Torneo Federal C, organizado por el Consejo Federal de AFA.

## Infraestructura
El estadio del Club Atlético Santa Cruz está ubicado en Puerto Santa Cruz, a orillas del Río Santa Cruz, a unos 250 km de Río Gallegos. Fue reinaugurado en enero de 2000 tras la construcción de tres tribunas. Desde 2014 cuenta con césped sintético, y tiene una capacidad de 1570 espectadores.
También posee el Polideportivo “Octaviano Remigio Carbone”, donde se realizan diversas actividades. Además, funciona la Escuelita de Fútbol Infantil “Pirata” y el club cuenta con su propio transporte para competencias regionales.

## Clásico local
Atlético mantiene una histórica rivalidad con el Club Sportivo Santa Cruz, apodado "El Verde" o "El Verdolaga". El enfrentamiento entre ambos clubes es conocido como el clásico de Puerto Santa Cruz.

## Autoridades
- Presidente actual: Gal Luis Alberto